# Tiridate IV d'Arménie
Pour les articles homonymes, voir Tiridate.
Tiridate IV (en arménien Տրդատ Դ) Hélios, aussi connu sous le nom de Tiridate le Grand, est un roi arsacide d’Arménie, qui règne de 298 à 330. Il succède à son oncle Tiridate III, avec lequel il est souvent confondu par les historiens arméniens anciens.

## Biographie

### Jeunesse
Tiridate IV était le fils de Khosrov II ; le père de ce dernier (Tiridate II) avait été assassiné en 252 par un agent parthe dénommé Anak sous les ordres d'Ardachir Ier. Un des frères de Khosrov, Tiridate (III) est mentionné ainsi qu'une sœur appelée Khosrovidoukht ; il portait le nom de son grand-père paternel, Tiridate II. 
Anak le Parthe (en) a été capturé et exécuté avec la plupart de sa famille, tandis que son fils, Grégoire l'Illuminateur, s'est réfugié à Césarée de Cappadoce. 
Étant le seul héritier survivant au trône, Tiridate IV a été rapidement emmené à Rome peu après l'assassinat de son père Khosrov II alors qu'il n'était encore qu'un bébé. Il a fait ses études à Rome et a atteint un haut niveau de connaissance dans les langues et les tactiques militaires,, ainsi qu'en droit romain. L'historien arménien Moïse de Khorène l'a décrit comme un guerrier courageux et fort qui s'est engagé personnellement dans des combats contre les ennemis. Il a conduit personnellement son armée à la victoire dans de nombreuses batailles.

### Règne
Allié de Rome, il profite d’une campagne victorieuse des armées romaines, menées par le césar Galère, contre les Perses pour rentrer en Arménie et soulever le peuple. En 298, Tiridate IV est restauré sur le trône d’Arménie par Rome à l’issue du traité de Nisibe entre Galère et le roi sassanide Narseh. 
Tiridate IV persécute les chrétiens sous le règne de Dioclétien. Selon la tradition hagiographique rapportée par l'Église arménienne, le prêtre chrétien Grigor, fidèle du roi, ayant refusé de participer aux sacrifices à la déesse Anahit à Eriza (Erzindjian), subit « douze tortures » avec un courage exemplaire. Apprenant que Grigor est le fils d’Anak, l’assassin de son grand-père, le roi le fait jeter dans une fosse de la capitale réservée aux condamnés à mort. Il y reste treize ans.
Toujours selon la tradition hagiographique, Tiridate IV fait assassiner Hripsimé, une vierge romaine réfugiée en Arménie, qui lui avait refusé sa main. Accablé de remords à la suite de ce forfait, il est atteint de lycanthropie ; abandonnant ses palais, il erre dans les montagnes et les forêts, suivi de ses courtisans affolés. Sa sœur, qui s’est convertie au christianisme, fait un songe : un ange lui signifie que le roi serait guéri lorsque Grigor serait libéré. Le roi consent à exécuter cette sentence et est guéri. Aussitôt, accompagné de sa cour, il se rend à Achtichat, centre du paganisme arménien, et après avoir livré un violent combat aux prêtres, détruit toutes les idoles et les temples. 
Une assemblée de notables élit Grigor (saint Grégoire l'Illuminateur) chef suprême de l’Église (Catholicos) et l’évêque de Césarée le sacre prélat de l’Arménie. En 301, ou 314, Tiridate IV se convertit au christianisme avec son peuple sous l’inspiration de Grégoire l'Illuminateur. Il proclame le christianisme comme religion d’État. Grigor fait bâtir une église métropolitaine à Etchmiadzin après avoir vu une apparition du Christ qui lui aurait indiqué l'emplacement exact de la future église. Il fonde et instruit le clergé arménien, évangélise l’Ibérie (Géorgie), puis se retire en ermite dans une grotte du mont Sepouh jusqu’à sa mort.
Selon Zénob de Glag, vers la fin de son règne, Tiridate eut à repousser une invasion des tribus scythiques et sarmates du Nord.
Pour Moïse de Khorène, Tiridate est mort empoisonné. À la mort de Tiridate IV en 330, l’Arménie connaît un siècle de guerres et d’anarchie.

## Famille
Selon Cyrille Toumanoff, Tiridate IV épouse Achken, fille d'Achadar, roi des Alains, dont : 
- Khosrov III d'Arménie ;
- une fille, épouse de Houssik le Grégoride ;
- Salomé, épouse de Rev II d'Ibérie.